# Barbès, Little Algérie
Pour plus de détails, voir Fiche technique et Distribution.
Barbès, Little Algérie est une comédie dramatique français réalisé par Hassan Guerrar et sortie en 2024,.

## Fiche technique
Sauf indication contraire, les informations mentionnées dans cette section peuvent être confirmées par les bases de données cinématographiques IMDb et Allociné,  présentes dans la section « Liens externes ».
- Titre original : Barbès, Little Algérie
- Réalisation : Hassan Guerrar
- Scénario : Hassan Guerrar, Rachid Benzine, Audrey Diwan et Peter Dourountzis
- Musique : Armand Amar
- Décors : Karim Lagati
- Costumes : Matthieu Camblor et Marion Moules
- Photographie :
- Son : Philippe Welsh
- Montage : Joseph Comar
- Production : Marie Tauzia, Thibault Gast, Matthias Weber et Patrick Gimenez
- Sociétés de production : 24 25 Films, Chelifilms, East Films et Jour2fête
- Sociétés de distribution : Goodfellas
- Pays de production :  France
- Langue originale : français
- Format : couleur
- Genre : Comédie dramatique
- Durée : 93 minutes
- Dates de sortie :
  - France :
    - 27 août 2024 (Angoulême)
    - 16 octobre 2024 (en salles)

## Distribution
- Sofiane Zermani : Malek
- Khalil Ben Gharbia : Riyad
- Khaled Benaissa : Najib dit Préfecture
- Eye Haïdara : Eya
- Adila Bendimerad : Hadria
- Clotilde Courau : Laure
- Nedjim Bouizzou : Slimane
- Djouhra Lacroix : la mère de Malek
- Soolking : Aziz